# Samuel H. Elrod

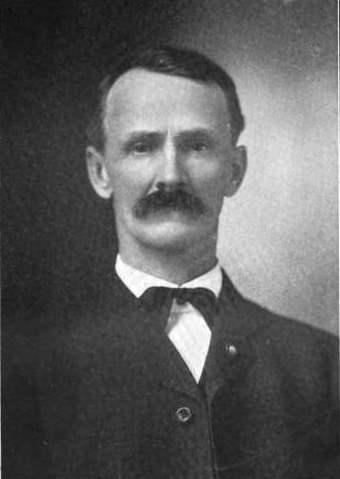
Samuel H. Elrod

Samuel Harrison Elrod, född 1 maj 1856 i Hendricks County, Indiana, död 13 juli 1935 i Clark, South Dakota, var en amerikansk republikansk politiker. Han var den 5:e guvernören i delstaten South Dakota 1905-1907.
Elrod utexaminerades 1882 från DePauw University. Han gifte sig 11 november 1884 med Mary Ellen Masten. Paret fick två barn. Han besegrade Coe I. Crawford i republikanernas primärval inför 1904 års guvernörsval i South Dakota. Han kandiderade inte till omval efter en mandatperiod som guvernör och efterträddes 1907 av Crawford. Han var metodist av tysk härkomst.